# Distichodus maculatus
Distichodus maculatus är en fiskart som beskrevs av Boulenger, 1898. Distichodus maculatus ingår i släktet Distichodus och familjen Distichodontidae. IUCN kategoriserar arten globalt som livskraftig. Inga underarter finns listade i Catalogue of Life.